# Parc Hosingen
Parc Hosingen (lussemburghese: Parc Housen) è un comune del Lussemburgo settentrionale appartenente al cantone di Clervaux, nel distretto di Diekirch.
È stato istituito il 1º gennaio 2012 unendo i preesistenti comuni di Hosingen, Consthum e Hoscheid. I tre comuni avevano scelto di fondersi con un referendum tenutosi nel luglio 2010 nel quale si espresse favorevolmente il 77% dei votanti.

## Geografia antropica

### Frazioni
- Bockholtz
- Consthum
- Dörscheid
- Holtzhum
- Hoscheid
- Hosingen (capoluogo)
- Neidhausen
- Rodershausen
- Untereisenbach
- Wahlhausen